# Batalla de Carpi (1815)
La batalla de Carpi tuvo lugar durante la guerra austro-napolitana entre una brigada de soldados napolitanos bajo el comandante Guglielmo Pepe y una fuerza austriaca bajo el comandante Vinzenz Ferrerius von Bianchi. La batalla tuvo lugar en la ciudad de Carpi, terminando con una victoria austriaca, y con los napolitanos retirándose de la ciudad.

## La batalla
Después de que Murat, el rey de Nápoles, fue derrotado en la Batalla de Occhiobello, el avance napolitano fue detenido a orillas del río po. Desde aquí, los austriacos lanzaron un contraataque contra la posición napolitana en el norte de Italia. Un cuerpo al mando de Bianchi recibió la orden de marchar hacia la posición napolitana alrededor de Módena y expulsar a los napolitanos del ducado. La mitad del cuerpo de Bianchi marcho a la ciudad de Carpi, mientras que la otra mitad fue enviada a cortar la línea de retirada napolitana.
Los austriacos llegaron a Carpi el 10 de abril, abriendo con una bombardeo de artillería la puerta norte de la ciudad. Sin embargo, la columna austriaca venía desde la puerta sur, sorprendiendo a la guarnición napolitana de 5.000 soldados comandada por Pepe y aplastando cualquier oposición napolitana. Recibiendo noticias de la derrota en Occhiobello, la moral se derrumbó y la mayoría de la guarnición deserto después de la batalla, mientras tanto Michele Carascosa, quien era el comandante de todas las fuerzas napolitanas en el Ducado de Módena, se dio cuenta de que las tropas restantes estaban en peligro de ser rodeadas, y ordeno una retirada general del área.

## Citaciones
1. 1 2 3 4 5  Smith, 1998, p. 531.

## Lectura
- Capt. Batty, An Historical Sketch of the Campaign of 1815, London (1820)
- Details of battle at Clash of Steel

## Links externos
- Wikimedia Commons alberga una galería multimedia sobre Batalla de Carpi.